# Neuroleon (Neuroleon) microstenus
Neuroleon (Neuroleon) microstenus is een insect uit de familie van de mierenleeuwen (Myrmeleontidae), die tot de orde netvleugeligen (Neuroptera) behoort. 
Neuroleon (Neuroleon) microstenus is voor het eerst wetenschappelijk beschreven door McLachlan in 1898.